# أيوجينيا أليسوفا-كلوبوكوفا
أيوجينيا أليسوفا-كلوبوكوفا (1889-1962) (بالإنجليزية: Eugenija Nikolaevna Alissova-Klobukova)‏ هي عالمة نبات روسية.